# Heves (distrikt)
Heves är ett distrikt i Ungern. Det ligger i provinsen Heves, i den centrala delen av landet, 100 km öster om huvudstaden Budapest.